# Tipula (Schummelia) eggeriana
Tipula (Schummelia) eggeriana is een tweevleugelige uit de familie langpootmuggen (Tipulidae). De soort komt voor in het Oriëntaals gebied.